# Бобиталь
Бобита́ль (фр. Bobital, брет. Bowidel, галло Bobitau) — коммуна во Франции, находится в регионе Бретань. Департамент — Кот-д’Армор. Входит в состав кантона Ланвалле. Округ коммуны — Динан.
Код INSEE коммуны — 22008.

## География
Коммуна расположена приблизительно в 340 км к западу от Парижа, в 50 км северо-западнее Ренна, в 55 км к востоку от Сен-Бриё.

## Население
Население коммуны на 2016 год составляло 1 097 человек.
| 1962 | 1968 | 1975 | 1982 | 1990 | 1999 | 2008 | 2016 |
| ---- | ---- | ---- | ---- | ---- | ---- | ---- | ---- |
| 376  | 408  | 565  | 782  | 934  | 865  | 997  | 1097 |

## Экономика
В 2007 году среди 660 человек в трудоспособном возрасте (15—64 лет) 497 были экономически активными, 163 — неактивными (показатель активности — 75,3 %, в 1999 году было 71,8 %). Из 497 активных работали 459 человек (241 мужчина и 218 женщин), безработных было 38 (15 мужчин и 23 женщины). Среди 163 неактивных 45 человек были учениками или студентами, 68 — пенсионерами, 50 были неактивными по другим причинам.

## Достопримечательности
- Церковь Сен-Самсон
  - Статуя Св. Самсона (XVIII век). Высота — 170 см. Исторический памятник с 1969 года[3]
  - Потир (XVIII век). Исторический памятник с 1986 года[4]